# よくばりサボテン
『よくばりサボテン』は、アリスソフトから2006年4月21日に発売されたアダルトゲームで、低価格ソフトシリーズの第7弾。定価2800円（税抜）で発売されている。略称は「ばりテン」。

## 概要
『ALICEの館7』に収録されていた『しまいま。』と同じ世界が舞台で、1年後という設定である。発売前に販促活動の一環としてインターネット経由による『しまいま。』の無料配布が行われた。
『しまいま。』と同様、一部にシリアスな場面もあるものの、全編を通して明るい雰囲気を持ったストーリー構成となっている。それぞれのきっかけから、主人公に好感を持ったヒロインが主人公に対してアプローチをかけることが、シナリオ上の特色である。メーカーは公式サイト上において、本作を「言い寄られ系」と表現している。
「よくばりサボテン」というタイトルは、本作のシナリオにおける、主人公に対して好意を持ちながらもはっきりと告白できず、今一歩主人公との距離を詰めきることができないヒロインたちの主人公へのツンツンした態度と、恋が成就した後の主人公への甘えぶりを「よくばりなサボテン」として例えている。

## ストーリー
主人公・藤宮友弥は藤宮流合気道道場を営む両親を持ち、学園に通うかたわら、日々修行に励んでいた。そんな夏のある日、父より突然「夏の間に結婚相手を見つけろ。そうでなければ外国修行」と言い渡される。序盤こそ友弥は女性と付き合うこと、まして結婚することなど考えてもいなかったが、ヒロインたちからの積極的なアプローチにより、次第に女性に惹かれていくようになる。

## 登場人物

### 主人公
藤宮友弥（ふじみや ともや）
本編の主人公で他人に流されやすい性格の唐変木。頼まれると嫌といえないところがあり、学園ではクラスの副委員長を引き受けてしまっている。一見ひ弱そうな外見をしているのだが、実は父との無茶苦茶な修行のために無駄のない筋肉だけのかなり逞しい体つきとなった合気道の使い手である。公式アンケートの人気投票では、庵十郎と並び第8位。
眼鏡は伊達で闘争本能を抑える暗示として掛けている。その為、眼鏡を外すと抑制されていた力が解放される。また、凜からの「ある言葉」をきっかけとしても真の実力を発揮することができる。

### ヒロイン
霧島勇美（きりしま いさみ）
声 - 桜川未央
友弥と同じクラスのクラス委員長で、友弥の家の隣に引っ越してきた眼鏡っ娘（視力は、眼鏡を外すと周囲が霞んで見える程度）。お堅く真面目でお節介好きな性格、ついでに頼られると断れないという完全なクラス委員長体質。公式アンケートの人気投票では、第6位。
最初は友弥の事を自分と似たところのある軟弱でひ弱な副委員長としか思っていなかった。しかし、引っ越しで勇美の部屋が、友弥の部屋の真向かいとなり、「着替えを見られる」というお約束のハプニングから友弥の事を意識し始める。その後、梯子から足を滑らせたところを友弥に抱きかかえられたのを機に、ひ弱だと思っていた友弥が意外に逞しいと知って友弥に惹かれていく。
友弥の事は、当初「藤宮君」、付き合いだすと「友弥」と呼び捨てになる。
藤宮凛（ふじみや りん）
声 - 神村ひな
友弥の1つ下になる義理の妹で、5年ぶりに友弥と再会した。無口で感情をあまり表には出さないが、強がりで少し意地っ張りな性格。合気道の使い手。本編中は「彼女の猫耳は気にしてはいけない。」と言う暗黙の了解が存在する。公式アンケートの人気投票では、堂々の第1位。
藤宮道場の正式な後継者である為、本家に修行に行っていた（友弥と早く会うため、本来6年掛かる修行を5年で全課程終了させた）。
幼い頃から友弥が好きで、本家に修行に出される前は、内気なお兄ちゃん子として友弥に付いてまわった。動物好きで、動物番組が始まるとテレビに釘付けとなり、義父響一が仕事で撮影してくる動物の写真も楽しみしている。
家事全般が得意である。目下の悩みは、他のヒロイン達と比べて自分の体型が見劣りしていることである。友弥が他のヒロインを選んでも、その恋を応援する健気なところもある。
友弥の事を「お兄ちゃん」と呼ぶ。誕生日は7月28日。
瀬名川早月（せながわ さつき）
声 - 西田こむぎ
友弥と同じクラスのクラスメイト。アウトサイダー的な印象からクラスでは浮いた存在だが、実は自分に正直というだけの根は真面目で気さくな性格。公式アンケートの人気投票では、第3位。
クラス委員長の勇美と服装で口論になる事が多かったので、友弥のことはよく巻き込まれている副委員長としか思っていなかったのだが、ある日、不良達に絡まれた際、騒ぎに巻き込んでしまったと思った友弥が彼らを数秒で倒す姿を見て友弥に惚れる。
母親の影響からか、独学で建築デザイナーを目指していたのだが大人たちの無神経な行動に翻弄されている。
1つ先輩の秋奈とは友弥を巡ってよく言い争う仲である。
友弥の事は、当初「藤宮」、付き合いだすと「友弥」とどちらでも呼び捨てである。
棗秋奈（なつめ あきな）
声 - 北都南
友弥と凛の幼なじみで、友弥の1つ年上の先輩。意地っ張りに見えるが実は優しい性格の甘えん坊。棗家の一人娘のお嬢様で、学園の執行部部長を務めている。公式アンケートの人気投票では、第2位。
幼いころは友弥や凛と仲が良かったのだが、凛が修行に出された当時、棗家の一人娘という立場によって起きる問題に悩まされて、八つ当たりで友弥にひどい事を言ってしまい、以後友弥を避けるようになった。
凛の友弥に対する想いを聞き、自分も素直になることを決心し、友弥と仲直りをした。
特に料理を筆頭として、家事全般が絶望的に駄目である。（秋奈ルートでは、棗家の使用人に多くの犠牲者を出したものの、食べられるモノを作れるようになった。）
学園の執行部部長（生徒会長に相当する）を務めており、「しまいま。」のヒロインである神無静流、百景のぞみとは面識がある。（本編で語られることはないが、追加シナリオとして配布されている「よくしま外伝」において同じ場面に登場している。時系列の設定上、のぞみと同学年となる）
友弥の事を「トモくん」と呼ぶ。
奈々月絢音（ななつき あやね）
声 - 佐本二厘
友弥達が働く喫茶ななつきの店長で友弥より5歳年上。少々天然でおっとりしているが、いたずらっ気のあるお茶目で優しい性格で、前作『しまいま。』にも登場している。公式アンケートの人気投票では、第5位。
よく友弥や勇美達をからかっている。また、可愛い男の子が好きで、うぶな友弥に色仕掛けで迫ったりもしている。
大きく豊かな胸の持ち主で、胸の大きさに悩む凛にとっては「天敵」といえる。
友弥の事を「友ちゃん」と呼ぶ。
凰火朱鷺（おうか とき）
声 - 理多
藤宮流の本家である凰火流合気道の次期当主で友弥より2歳年上。浮世離れしていて少し我侭で、どこかつかみ所のない性格。公式アンケートの人気投票では、第4位。
6年間海外で武者修行をしていたため、修行時の凜との面識はなかった。
本家の次期当主に相応しく合気道の腕はかなりのもので、凛を軽くあしらう程である。
当主候補として育ったため、家事全般は不得手であり、特に料理の腕は秋奈と同じく絶望的といえる。
友弥の許嫁（ハーレム編）
許嫁は親が勝手に決めた事だったが、友弥の腕を試した際、友弥の実力が予想以上だったため友弥に惚れる。
ラスボス（凛ルート）
凛の母の発案で、友弥と凛の仲を引き裂くラスボス役として、凛の許婚と称する男のふりをして登場する。しかし、凛を凰火の家に連れ去る前に真の実力を発揮した友弥に敗れたため友弥に惚れる。
友弥の事を「友弥さん」と呼ぶ。

### サブキャラクター
瓦鮎人（かわら あゆひと）
声 - 鈴木恭介
公式アンケートの人気投票では、第7位。
友弥の友人であり同じクラス。ノリ重視の陽気な性格だが一言多いのが玉に瑕。
本人に自覚は無いが、たびたび早月の邪魔をしてしまい、よく殴られている。他のヒロインからも間の悪さから不評をかっている。
流行を追うので多趣味に見えるだけの器用貧乏。本編の序盤では『しまいま。』の遊馬を羨んでいるような発言もしている。
藤宮響一（ふじみや きょういち）
声 - 高岡政人
友弥の父親であり凛の義理の父親。藤宮合気道道場師範。豪快を通り越して無茶をする性格。公式アンケートの人気投票では、第10位。
道場の師範ではあるが、職業は動物撮影がメインのフリーカメラマン。そこそこ有名らしくあちこちに出張している。
妻の蓮と娘の凛には頭が上がらない。
庵十郎（いおり じゅうろう）
声 - 風見健
秋奈の執事兼ボディーガード。公式アンケートの人気投票では、藤宮友弥と並び第8位。
色々な過去を持っている謎の人物。しばしば秋奈が練習として作った料理の味見をさせられる。
急ぎと有れば、全長6mのリムジンでドリフト走行をこなし、ヘリの操縦もできると言う芸達者。
棗家の私兵部隊（通称・黒服部隊）2部隊を隊長として指揮し、秋奈の恋路を援護する。庵秋津という傭兵メイドの妹がいる（監督の脳内設定）。

### エキストラキャラクター
CGはない。
霧島泉美（きりしま いずみ）
勇美の母親。イギリスに本社がある外資系企業に夫と共に勤める。おばさんと言うと「おばさん禁止」と言って怒る。
勇美の父
勇美の父親。名前は不明。イギリスに本社がある外資系企業に妻と共に勤める。
遠藤千夏（えんどう ちなつ）
友弥・勇美のクラスメイトで、勇美とは親友で、ずっと同じ学校。いつもパック牛乳を飲んでいるようだ。
藤宮蓮（ふじみや れん）
友弥の義理の母親であり凛の母親。藤宮家の当主であり主婦、副業として柳水院蓮華（リュウスイイン・レンゲ）のペンネームで少女向けライトノベルの作家もしている。
作中は本家の用事などで家を空けている。
凛ルートでは、友弥と凛を結びつけるためにラスボス役を朱鷺に頼む。
早月のママ
早月の母親。名前は不明。建築デザイナー。早月ルートで登場する。友弥が早月の姉と誤解する位見た目が若い。オープンな性格であり、早月に対してセクハラと受け取られる言動や行動が多い。
斉藤代造（さいとう だいぞう）
早月が出展するデザインコンテストを主催した建築デザイナー。早月ルートで登場する。謝礼目当てでデザインコンテストを企画したり、仕事を弟子に丸投げしている。
笹原会長（ささはらかいちょう）
早月が出展するデザインコンテストの特別審査員で協賛企業の会長。名前は不明。早月ルートで登場する。早月の母親が、若い頃に鍛えられたクライアント。見た目に惑わされず細かい点もしっかり評価する人物。
秋奈の父
秋奈の父親。名前は不明。ナツメコーポレーションの社長。一人娘である秋奈の将来を心配するあまり娘の気持ちを無視する形で見合いの話を進めようとするが、基本的には親馬鹿である。
神無静流（かみな しずる）
声 - 西田こむぎ
絢音の従姉妹。絢音ルートで電話の相手としてのみ登場。前作『しまいま。』のヒロインで秋奈の前代の執行部部長。早月とは他人の気がしないらしい。
山本誠一（やまもと せいいち）
絢音が喫茶ななつきの改築デザインを依頼したコーディネートプランナー。絢音ルートで登場する。友弥が絢音の見合いの相手と勘違いする（凛に勘違いさせられた）。

## スタッフ
- 監督、企画、シナリオ - はちまん
- 原画 - むつみまさと
- 音楽 - NEY
- 背景 - OH!、なかじー、よーいちろー
- システム - 風麟
- CG - ちーぼう、YOK、えびちり、佐伯たかし、月餅、タケペン、成田屋

## 関連商品
よくばりサボテン
ノベライズ版。著者はよつやまさむね、イラストは米倉きひろ、発行はハーヴェストノヴェルズ。ISBN 978-4434104176
Lycee
シルバーブリッツのトレーディングカードゲーム。収録エキスパンションは、Alicesoft5.0など。